# Видение блаженного Августина (картина Липпи)
«Видение блаженного Августина» — картина флорентийского художника фра Филиппо Липпи из собрания Государственного Эрмитажа.
Картина иллюстрирует эпизод из раннехристианской истории и изображает епископа Гиппона из Северной Африки Аврелия Августина размышляющего о догмате Троицы в тот самый момент когда он увидел младенца, черпавшего воду из моря ложкой и переливавшего ее в маленькую ямку. На вопрос Августина, не является ли это занятие совершенно бесполезным, ребенок ответил, что оно бесполезно в той же мере, в какой сам Августин скромным умом своим пытается постичь тайну Троицы; после этих слов младенец исчез. Липпи вместо моря нарисовал ручей, а солнечный диск в правом верхнем углу с тремя профилями ассоциируется с Троицей.
Ведущий научный сотрудник отдела западноевропейского искусства Эрмитажа Т. К. Кустодиева, описывая картину, отмечала:

Этот пейзаж — важное достижение итальянского искусства… В картине чувствуется стремление овладеть законами линейной перспективы, одной из важнейших задач, решаемых итальянской ренессансной живописью. Художник ищет единую точку схода для воображаемых линий, проведённых из нижних и верхних точек предметов. Впечатлению постепенного пространственного уменьшения их к горизонту способствуют помещённые друг за другом деревья, уводящие глаз зрителя в глубину.

Картина создана около 1460 года и является нижней пределлой (картиной) для алтарной сцены «Троица» в Прато работы Пезеллино — после смерти Пезеллино в 1457 году Липпи в 1458—1460 годах заканчивал эту работу. Основная часть алтаря работы Пезеллино ныне хранится в Лондонской национальной галерее, а доска Липпи оставалась в Прато и в середине XIX века оказалась в собственности великой княгини Марии Николаевны, находилась на ее собственной вилле Кватро под Флоренцией. После смерти Марии Николаевны в 1876 году всё собрание живописи унаследовала её дочь Евгения Максимилиановна Лейхтенбергская (в замужестве Ольденбургская), которая перевезла картину в Санкт-Петербург и в 1917 году, незадолго до Октябрьской революции, передала картину в Эрмитаж. Выставляется в Большом (Старом) Эрмитаже в зале 209.